# Vörstetten
Vörstetten település Németországban, azon belül Baden-Württembergben. Lakosainak száma 3181 fő (2023. december 31.).

## Népesség
A település népessége az elmúlt években az alábbi módon változott:
| Lakosok száma | 1706 | 3025 | 3031 | 3139 | 3144 | 3181 |
|               | 1975 | 2017 | 2019 | 2021 | 2022 | 2023 |